# マディ・オコロ県
マディ・オコロ県（マディ・オコロけん、英語: Madi-Okollo）はウガンダの県である。県都はオコロ。

## 歴史
2019年7月1日にアルア県から分割して設置された。

## 隣接する県
- ユンベ県
- オボンギ県
- アジュマニ県
- アムル県
- パクワチ県
- ネビ県
- ゾンボ県
- アルア県
- テレゴ県